# OpenDocument
OpenDocument Format (ODF, съкратено от OASIS Open Document Format for Office Application – отворен формат за документи на офисни приложения) e отворен файлов формат на документи за съхранение и обмяна на редактируеми офисни документи, в това число и текстови документи (такива като бележки, отчети и книги), електронни таблици, рисунки, бази данни, презентации.
Стандартът е разработен от индустриалното съобщество OASIS и се основава на XML – формат, първоначално създаден от OpenOffice.org. На 1 май 2006 година е приет като международен стандарт ISO/IEC 26300.
Стандартът е разработен съвместно и публично от различни организации, достъпен е за всички и може да бъде използван без ограничения. OpenDocument представлява алтернатива на частните закрити формати, включително DOC, XLS и PPT (формати, използвани в Microsoft Office), а също така на формата „Microsoft Office Open XML“  (този формат е свързан с различни лицензионни ограничения, които не дават възможност за използването му от конкуренти). Потребителите, съхраняващи своите данни в отворен формат като OpenDocument избягват опасността да бъдат ограничени от един доставчик, те са свободни да изберат друг приложен софтуер, ако техният доставчик излезе от пазара, вдигне цената, промени своето програмно осигуряване или промени условията на лицензинонното споразумение на по-строги.
OpenDocument е единственият стандарт за редактируеми офисни документи, утвърден от независим комитет по стандартизация и реализиран от няколко доставчици на програмно осигуряване. OpenDocument може да бъде използван от всеки доставчик на ПО, включително и от доставчици на закрито програмно осигуряване и разработчици, използващи GNU GPL.

## MIME-типове и разширения
| Вид документ                                              | MIME-тип                                                 | Разширение |
| --------------------------------------------------------- | -------------------------------------------------------- | ---------- |
| Текстов документ                                          | application/vnd.oasis.opendocument.text                  | odt        |
| Текстов документ, използван като шаблон                   | application/vnd.oasis.opendocument.text-template         | ott        |
| Графичен документ                                         | application/vnd.oasis.opendocument.graphics              | odg        |
| Графичен документ, използван като шаблон                  | application/vnd.oasis.opendocument.graphics-template     | otg        |
| Документ презентация                                      | application/vnd.oasis.opendocument.presentation          | odp        |
| Документ презентация, използван като шаблон               | application/vnd.oasis.opendocument.presentation-template | otp        |
| Електронна таблица                                        | application/vnd.oasis.opendocument.spreadsheet           | ods        |
| Електронна таблица, използвана като шаблон                | application/vnd.oasis.opendocument.spreadsheet-template  | ots        |
| Документ диаграма                                         | application/vnd.oasis.opendocument.chart                 | odc        |
| Документ диаграма, използван като шаблон                  | application/vnd.oasis.opendocument.chart-template        | otc        |
| Документ изображение                                      | application/vnd.oasis.opendocument.image                 | odi        |
| Документ изображение, използван като шаблон               | application/vnd.oasis.opendocument.image-template        | oti        |
| Документ формула                                          | application/vnd.oasis.opendocument.formula               | odf        |
| Документ формула, използван като шаблон                   | application/vnd.oasis.opendocument.formula-template      | otf        |
| Главен текстов документ                                   | application/vnd.oasis.opendocument.text-master           | odm        |
| Текстов документ, използван като шаблон за HTML-документи | application/vnd.oasis.opendocument.text-web              | oth        |

## Редактори, използващи OpenDocument
- OpenOffice.org, StarOffice – online Архив на оригинала от 2007-01-23 в Wayback Machine.
- IBM Productivity Editors – online (компоненти в състава на IBM Lotus Notes)
- KOffice
- AbiWord
- Scribus
- Textmaker
- Visioo Writer
- ODFReader
- NeoOffice
- Google Docs, бивш Writely – online
- AjaxWrite Архив на оригинала от 2008-05-17 в Wayback Machine.
- Zoho Writer

Макар че Microsoft Office не поддържа OpenDocument, Microsoft финансира свободния проект ODF Converter на SourceForge. Целта на този проект е създаването на плъгин за Microsoft Office, осигуряващ пълноценна работа с документи ODF, а също така инструмент за пакетно преобразуване на документи. Проектът се разработва под много свободни лицензи от вида на BSD. На 2 февруари 2007 година е пусната версия 1.0 на плъгина към Microsoft Word за версии XP, 2003 и 2007 на 5 езика (без български). Планирано е пускането на версии за Microsoft Excel и Microsoft PowerPoint към ноември 2007.

## Забележки
1. ↑  Новый формат документов Microsoft прошел стандартизацию ECMA[неработеща препратка]
2. ↑  Выпущена версия 1.0 плагина ODF для Microsoft Word //    Архивиран от оригинала на 2020-09-07. Посетен на 2007-06-02.